# هستیا ۴۶

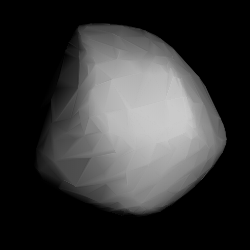
مدل سه‌بُعدی سیارک ۴۶ بر اساس منحنی نور آن

سیارک ۴۶ (به انگلیسی: 46 Hestia) چهل و ششمین سیارک کشف شده‌است که در ۱۶ اوت ۱۸۵۷ و در اکسفورد کشف شد.
قدر مطلق سیارک برابر ۸٫۳۶ است.